# USA i olympiska vinterspelen 2018

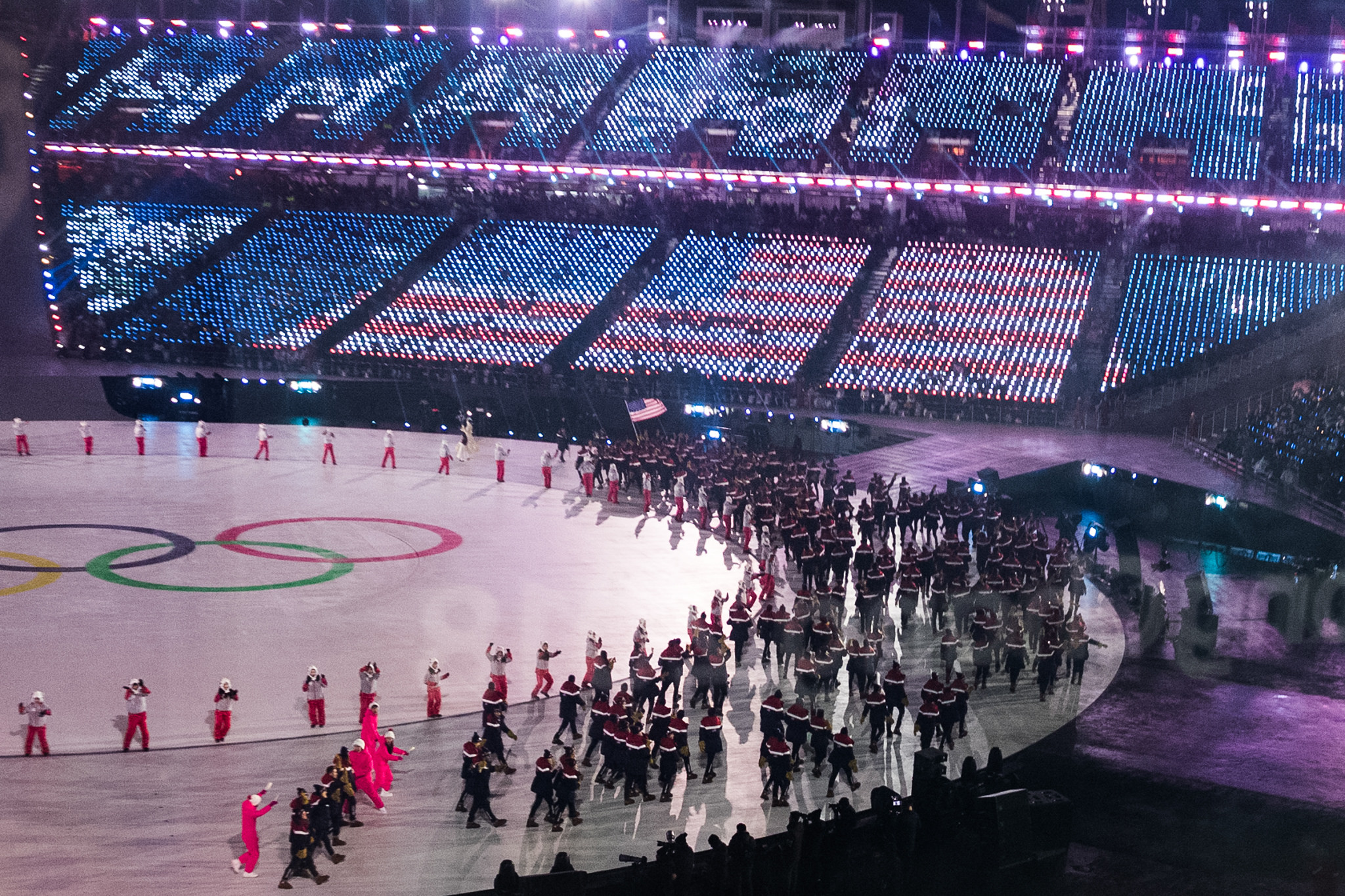
Den amerikanska truppen under öppningsceremonin.

USA deltog i de olympiska vinterspelen 2018 i Pyeongchang, Sydkorea, med en trupp på 236 deltagare (128 män och 108 kvinnor) vilka tävlade i 15 sporter. USA var det land som hade flest deltagare i spelen.
Vid invigningsceremonin bars USA:s flagga av rodelåkaren Erin Hamlin.

## Medaljörer
| Medalj | Namn | Sport                         | Gren                   | Datum            |
| ------ | --- | ----------------------------- | ---------------------- | ---------------- |
| Guld   | Mikaela Shiffrin | Alpin skidåkning              | Damernas storslalom    | 15 februari 2018 |
| Guld   | John Shuster Tyler George Matt Hamilton John Landsteiner Joe Polo | Curling                       | Herrarnas turnering    | 24 februari 2018 |
| Guld   | David Wise | Freestyle                     | Herrarnas halfpipe     | 22 februari 2018 |
| Guld   | USA:s damlandslag i ishockey Lee Stecklein Cayla Barnes Megan Keller Kali Flanagan Monique Lamoureux Emily Pfalzer Meghan Duggan Haley Skarupa Kelly Pannek Brianna Decker Jocelyne Lamoureux Gigi Marvin Hannah Brandt Hilary Knight Kacey Bellamy Sidney Morin Dani Cameranesi Kendall Coyne Amanda Kessel Nicole Hensley Alex Rigsby Maddie Rooney Amanda Pelkey | Ishockey                      | Damernas turnering     | 22 februari 2018 |
| Guld   | Jessie Diggins Kikkan Randall | Längdskidåkning               | Damernas sprintstafett | 21 februari 2018 |
| Guld   | Chloe Kim | Snowboard                     | Damernas halfpipe      | 13 februari 2018 |
| Guld   | Jamie Anderson | Snowboard                     | Damernas slopestyle    | 12 februari 2018 |
| Guld   | Shaun White | Snowboard                     | Herrarnas halfpipe     | 14 februari 2018 |
| Guld   | Redmond Gerard | Snowboard                     | Herrarnas slopestyle   | 11 februari 2018 |
| Silver | Mikaela Shiffrin | Alpin skidåkning              | Damernas kombination   | 22 februari 2018 |
| Silver | Elana Meyers Taylor Lauren Gibbs | Bob                           | Damernas tvåmanna      | 21 februari 2018 |
| Silver | Alex Ferreira | Freestyle                     | Herrarnas halfpipe     | 22 februari 2018 |
| Silver | Nick Goepper | Freestyle                     | Herrarnas slopestyle   | 18 februari 2018 |
| Silver | Chris Mazdzer | Rodel                         | Herrarnas singel       | 11 februari 2018 |
| Silver | John-Henry Krueger | Short track                   | Herrarnas 1 000 meter  | 17 februari 2018 |
| Silver | Jamie Anderson | Snowboard                     | Damernas big air       | 22 februari 2018 |
| Silver | Kyle Mack | Snowboard                     | Herrarnas big air      | 24 februari 2018 |
| Brons  | Lindsey Vonn | Alpin skidåkning              | Damernas störtlopp     | 21 februari 2018 |
| Brons  | Brita Sigourney | Freestyle                     | Damernas halfpipe      | 20 februari 2018 |
| Brons  | Heather Bergsma Brittany Bowe Mia Manganello Carlijn Schoutens | Hastighetsåkning på skridskor | Damernas lagtempo      | 21 februari 2018 |
| Brons  | Maia Shibutani Alex Shibutani | Konståkning                   | Isdans                 | 20 februari 2018 |
| Brons  | Nathan Chen Adam Rippon Bradie Tennell Mirai Nagasu Alexa Scimeca Knierim Chris Knierim Maia Shibutani Alex Shibutani | Konståkning                   | Lagtävling             | 12 februari 2018 |
| Brons  | Arielle Gold | Snowboard                     | Damernas halfpipe      | 13 februari 2018 |